# Claudia

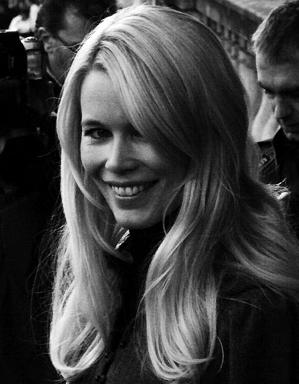
Claudia Schiffer

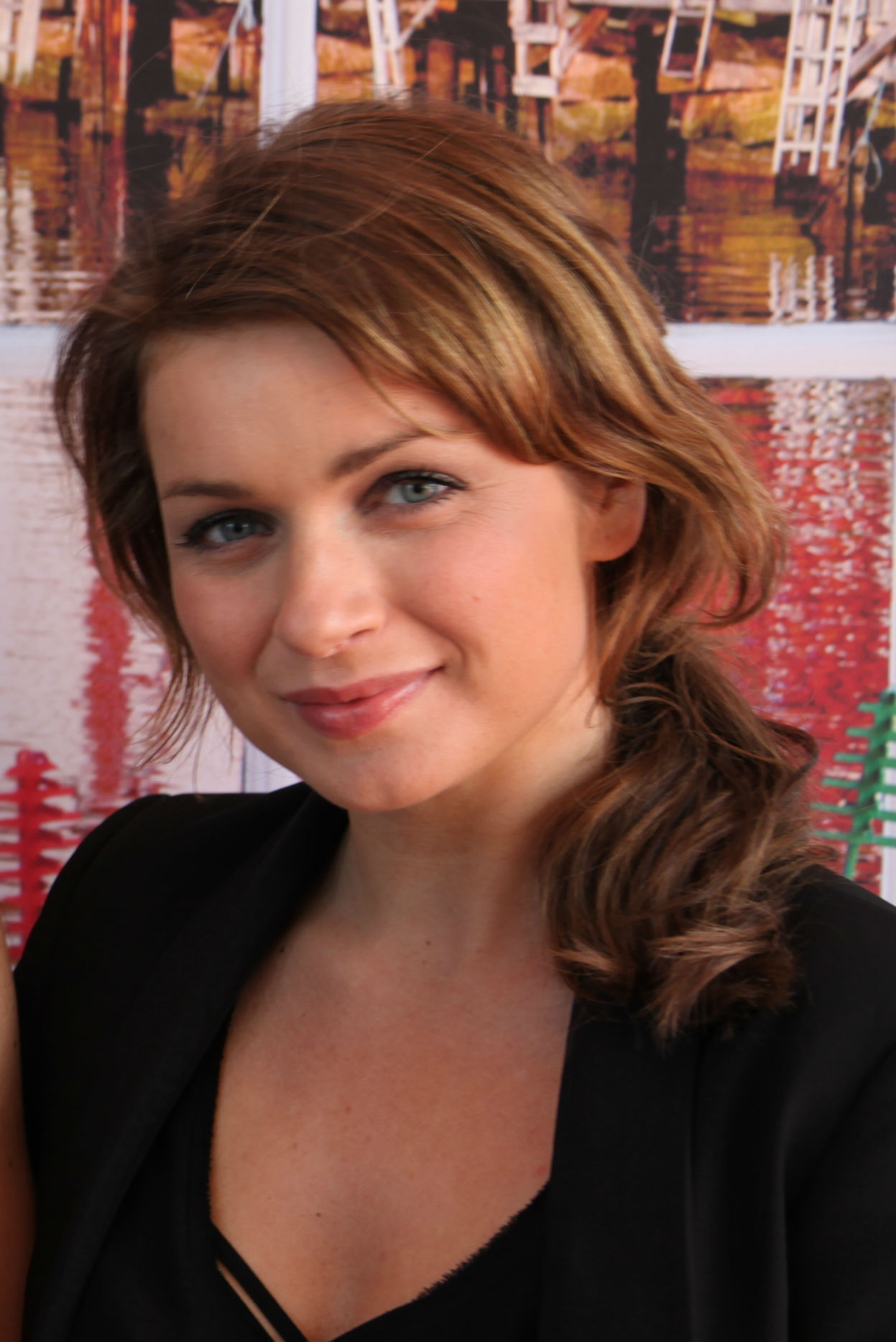
Claudia Galli

Claudia är en feminin form av det romerska släktnamnet Claudius som är bildat av ordet claudus med betydelsen halt, "den lame" eller "den vackra". 
Den 31 december 2014 fanns det totalt 2 672 kvinnor folkbokförda i Sverige med namnet Claudia, varav 1 935 bar det som tilltalsnamn.
Namnsdag i Sverige: saknas (1986-1992: 7 juli). I den finlandssvenska namnsdagslängden har Claudia namnsdag 7 juli sedan 2020.

## Personer med namnet Claudia
- Claudia Felicitas av Tyrolen, tysk-romersk kejsarinna
- Claudia Beni, kroatisk sångerska
- Claudia Black, australisk skådespelerska
- Claudia Cardinale, italiensk skådespelerska
- Claudia Galli, svensk skådespelerska och komiker
- Claudia Johnson, hustru till amerikanske presidenten Lyndon B. Johnson
- Claudia Kohde-Kilsch, tysk tennisspelare
- Claudia Losch, tysk friidrottare
- Claudia Marx, tysk friidrottare
- Claudia de Medici, österrikisk ärkehertiginna och regent
- Claudia Müller, tysk fotbollsspelare
- Claudia Nystad, tysk längdskidåkare
- Claudia Octavia, romersk kejsarinna, hustru till Nero
- Claudia Pechstein, tysk skridskoåkare
- Claudia Procula, Pontius Pilatus hustru
- Claudia Rusch, tysk författare
- Claudia Schiffer, tysk fotomodell
- Claudia Zackiewicz, tysk friidrottare